# Symfonie nr. 15 (Aho)
De Finse componist Kalevi Aho voltooide zijn Symfonie nr. 15 in februari 2010. 
Het verzoek tot wat uiteindelijk dit werk werd, was afkomstig vanuit Manchester en Lahti. Het BBC Philharmonic en het Symfonieorkest van Lahti bestelden dit werk en waren ook de eerste symfonieorkesten die het werk hebben gespeeld. De wereldpremière was daarbij weggelegd voor het BBC-orkest onder leiding van Juanjo Mena op 26 maart 2011. Vlak daarna legde het Finse orkest onder leiding van Dima Slobodeniouk het vast voor Bis Records (mei 2011).
De muziek begint met diverse lagen strijkinstrumenten boven elkaar gestapeld, de componist noemde het "enigszins mistig". Aho bouwde hier vierstemmig eerste viool, vierstemmig tweede viool, driestemmig altviool, driestemmig cello en tweestemmig contrabas op elkaar. Doordat steeds meer houtblazers zich in de muziek laten horen, trekt die mist op. Een hobosolo leidt deel twee in, een dans in 5/8-maatsoort, waarbij de trompetten worden ingewisseld voor flugelhorns en de percussiegroep van zich mag laten horen. ritmische bewegingen spelen verder een belangrijke rol in het werk. Het deel sluit af met soli voor althobo en heckelfoon. In tegenstelling tot het doorspelen van deel 1 naar deel 2, vindt er tussen deel 2 en 3 een pauze plaats. Deel 3, een intermezzo, voert muziek op die al eerder in de symfonie te horen is geweest. De mist komt voor even terug, de muziek wordt door celeste en glockenspiel helder gehouden. Het danskarakter van de symfonie komt terug in deel 4, dat direct aansluit op deel 3. De finale bestaat uit een orkestrale en uitbundige climax.
De delen:
- Nebbia
- Musica bizarra
- Interludio
- Musica strana

Orkestratie:

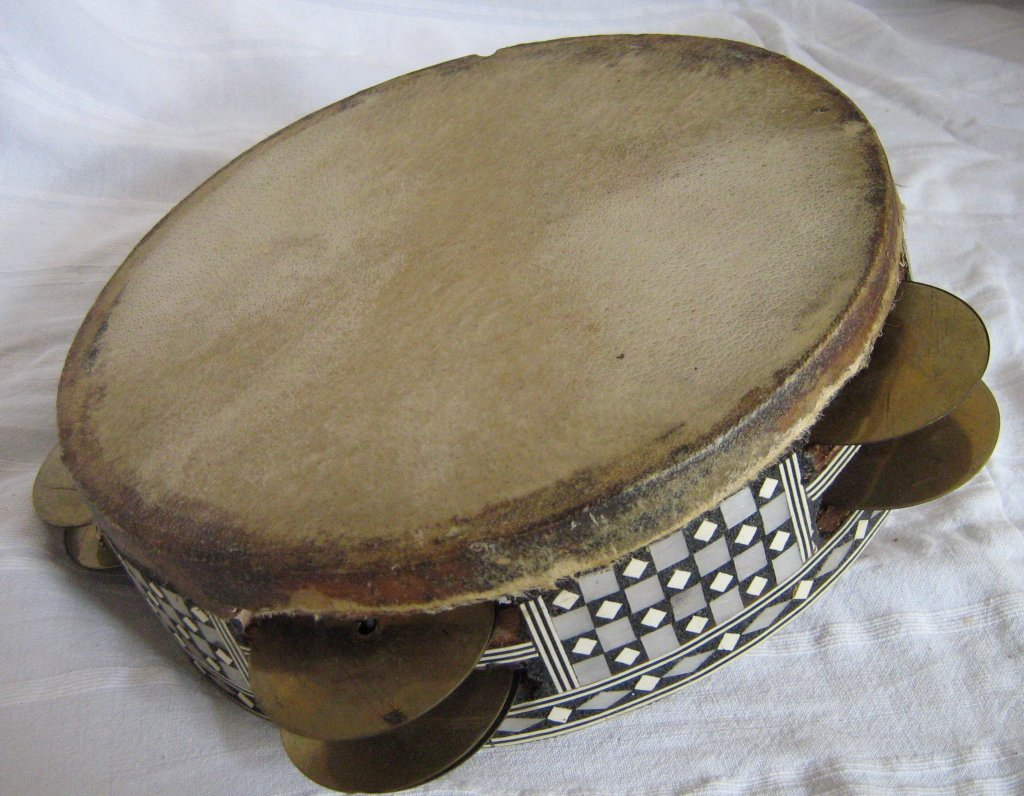
Riq

Aho paste in zijn orkestratie bijna altijd exotisch instrumentarium toe. In dit werk is bijvoorbeeld de zelden toegepaste heckelfoon te horen, maar ook een Arabisch tamboerijn, de riq.  
- 1 piccolo, 2 dwarsfluiten, 2 hobo’s, 1 althobo, 1 heckelfoon, 2 klarinetten, 1 basklarinet, 2 fagotten, 1 contrafagot
- 4 hoorns, 3 trompetten/2 flugelhorns, 1 eufonium, 3 trombones, 1 tuba
- 4 man/vrouw percussie waaronder pauken, 1 harp, piano/celesta
- 8 eerste violen, 7 tweede, 6 altviolen, 5celli, 4 contrabassen

Nr. 1 · Nr. 2 · Nr. 3 · Nr. 4 · Nr. 5 · Nr. 6 (1979-1980) · Nr. 7 Insectensymfonie · Nr. 8 · Nr. 9 · Nr. 10 · Nr. 11 · Nr. 12 Luostosymfonie · Nr. 13 · Nr. 14 Rituelen · Nr. 15
Alles Vergängliche (Orgelsymfonie)